# Мензуральна нотація
Мензуральна нотація — нотація західноєвропейської (спочатку тільки вокальної) музики XIII — початку XVII століть з точною фіксацією ритму.

## Загальна характеристика
Слово «мензуральний» (лат. mensurabilis, mensuratus букв. «розмірений»; також figuratus «фігурований») в документах епохи завжди застосовувалося не до нотації, а до самої музики (наприклад, у сполученнях cantus mensurabilis, musica mensurata, cantus figuratus і т.п.). Техніка ритмічної композиції і адекватна їй система письмової фіксації ритму складали єдиний науково-теоретичний та дидактичний комплекс. Під «мензуральною» малася на увазі багатоголосна музика з визначеним і нотованим ритмом, на противагу одноголосному григоріанському хоралу, «плавній», або «рівній» музиці (лат. musica plana, cantus planus), де ритм визначався просодією богослужбового тексту і відповідно не нотувався.

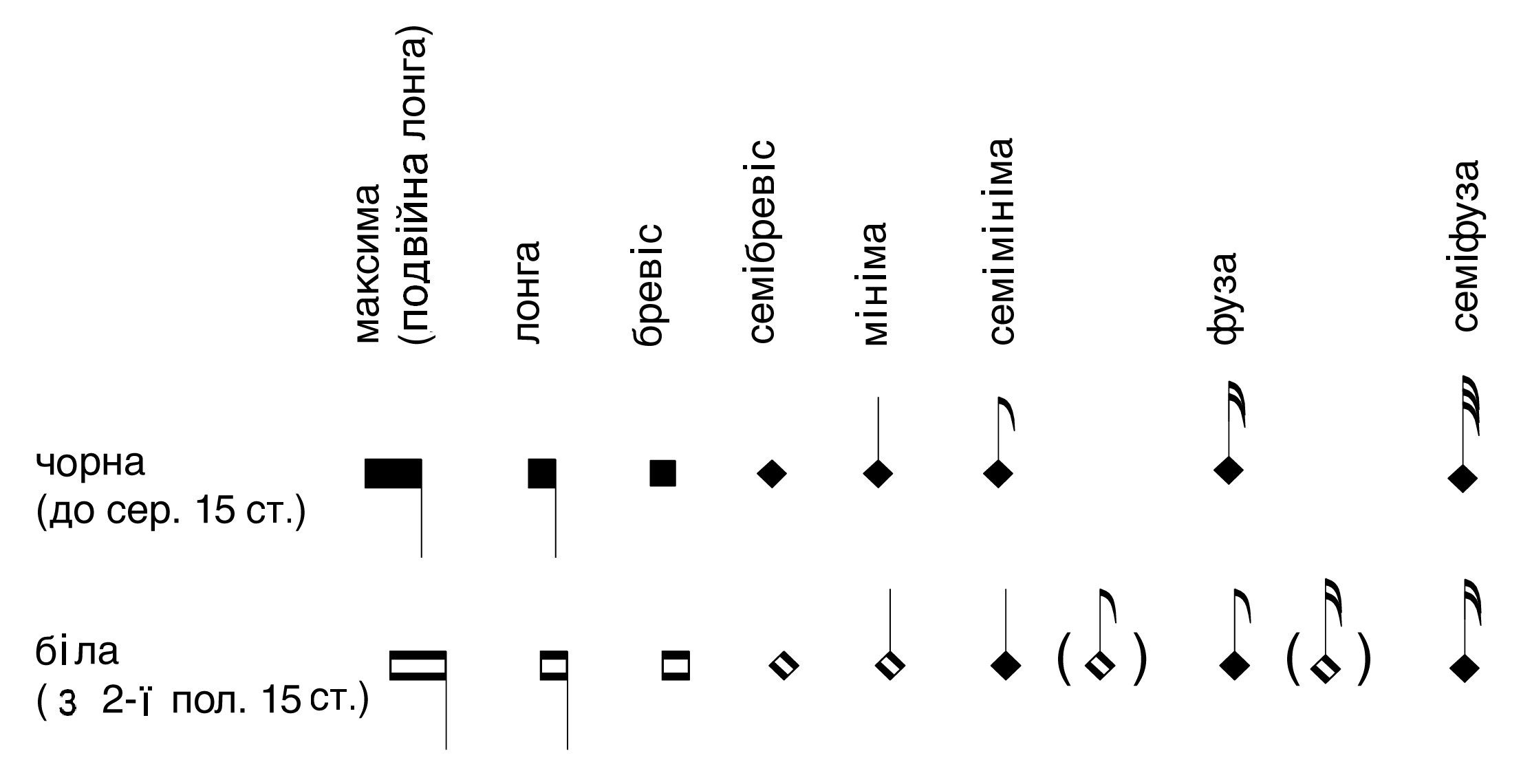
Графеми мензуральної нотації (тільки ноти, зліва направо, в порядку зменшення тривалостей)

Багатоголосний склад (особливо в міру ускладнення техніки поліфонічної композиції, починаючи з вільного і мелізматичного органумів з регламентованим вживанням в них консонансів і дисонансів зажадав оновленої, «істинної» синхронізації вертикалі, на відміну від тієї, що існувала в гетерофонній музиці (наприклад, в паралельному органумі, що складався переважно з консонансів — квінт, кварт, октав).
В основу графіки мензуральної нотації були покладені графеми римської квадратної нотації, для яких характерна квадратно-ромбоїдальна форма. Розрізнялися прості фігури (лат. figurae), тобто одиночні ноти — максима, лонга, бревіс, семібревіс, пізніше мініма і семімініма, фуза і семіфуза, яким відповідали паузи відповідної тривалості, і лігатури (лат. ligaturae). Для ритмічної розшифровки лігатур були встановлені розгалужені, дуже громіздкі правила.

## Історичний нарис
Основоположником мензуральної нотації вважається видатний вчений музикант XIII століття Франко Кельнський. Його система зафіксувала процес поступового звільнення від модальних формул в напрямку ускладнення і урізноманітнення ритмічних структур (малюнків), які аж до XIV століття виявляли себе в рамках переважно тридольної («перфектно», тернарні) мензури.
На стадії Арс нова у Франції мензуральна нотація вступила в нову фазу свого розвитку. Філіппа де Вітрі традиційно вважають теоретиком, який узаконив «імперфектний» (дводольний, бінарний) поділ нот, ввів нові дрібні тривалості — мініму і семімініму, а комбінації мензур темпуса і пролації («чотири пролації» Вітрі) позначив на початку нотоносцю особливими символами, прообразами тактових розмірів. Математичне обґрунтування мензуральної нотації дав Йоан де Муріс у трактаті «Пізнання музичного мистецтва» (1321). Класичним підручником мензуральної нотації в епоху раннього Відродження стала приписувана йому «Книжечка про мензуральний спів» (бл. 1340). У той же час в Італії розвинулася власна теорія мензуральної нотації, в трактатах Маркетто Падуанського; в XV столітті узагальнена в працях Просдочімо де Бельдоманді. У порівнянні з французькою, італійська практика мала ряд особливостей: бінарний поділ як основа, роздрібнення базової мензури темпус на градуйовані розряди (8 так званих «підрозділів», лат. divisiones), серед яких власне італійськими вважалися octonaria і duodenaria; систематичне використання точки відокремлення (лат. punctus divisionis). 

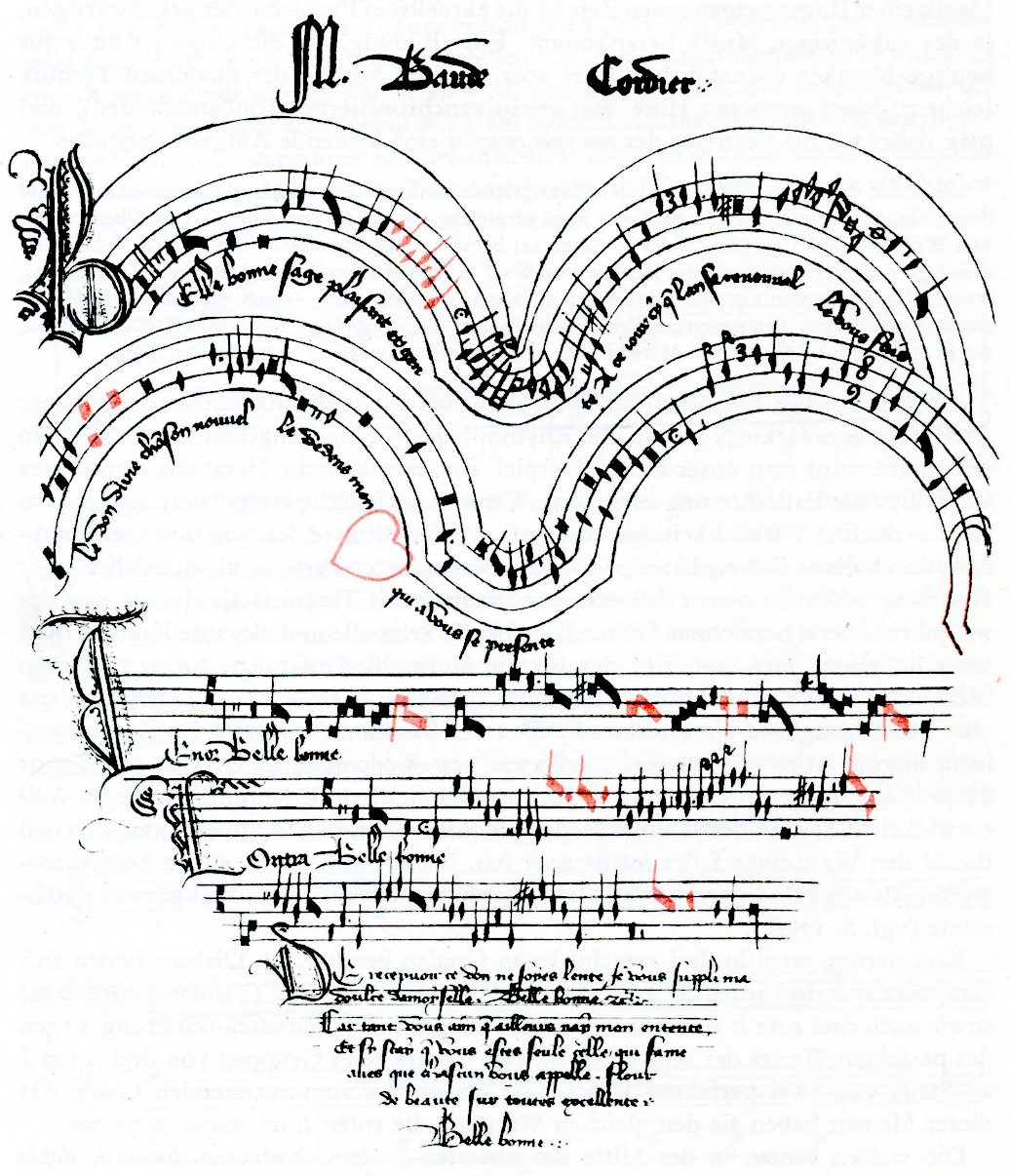
Зразок маньєристскої мензуральної нотації. Рондó Бода Кордье «Belle bonne» (ок. 1400)

В мензуральній нотації рубежу XIV–XV століть (головним чином, на півдні Франції) проявляються риси маньєризму (Ars subtilior), які реалізувалися у химерних графічних формах. Ускладнилася і сама ритміка, набула поширення поліметрія — поєднання бінарної і тернарної мензури в одночасності («конфліктна» ритміка за В. Апелем) та інші ритмічні новації. Ритмічні хитрощі супроводжували нотаційні нововведення, які носили локальний характер. До кінця XV століття національні відмінності двох типів нотації нівелювалися. Виділяють чорну (бл. 1250 — бл. 1450) та білу мензуральні нотацію (бл. 1450 — бл. 1630), перехід на яку здійснився без зміни її внутрішньої структури. 
Починаючи з XV століття у зв'язку із загальним ускладненням ритміки і посиленням її формотворчого значення (у Окегема, Обрехта та інших композиторів, в теорії — у Ґафурі і Тінкторіса) отримала розвиток техніка мензуральних пропорцій. Пропорції, з одного боку, були покликані нотувати явища поліритмії і поліметрії, з іншого, вони позначали збільшення або (частіше) зменшення всіх тривалостей сумарно, в рамках цілих розділів творів. Для позначення пропорцій використовувалися цифрові позначення (дробами або цілими числами), іноді словесні (лат. dupla, sesquialtera «подвійна», «полуторна» і т.д.). 
Наприкінці XVI — початку XVII століть мензуральна нотація поступово переродилася в тактову партитурну нотацію класичного типу, в тому числі під впливом особливих інструментальних нотацій (табулатур), що використовувалися для запису світської, особливо пісенно-танцювальної, музики. Ноти придбали овальні (округлі) форми, як нормативний встановився бінарний розподіл тривалостей, нормою став запис тернарних тривалостей як альтерації бінарних. Це уявлення про бінарію як еталону міри збереглося в нотації ритмічних тривалостей до наших днів.